# Asociación Española de Esperanto
Asociación Española de Esperanto, (HEA) asociación para difundir el esperanto liderada por el militar Julio Mangada desde 1925 hasta 1936. Su heredera es la actual Federación Española de Esperanto.

## Antecedentes
Sus antecedentes son la primera agrupación nacional de la Sociedad Española para la Propaganda del Esperanto (HSppE) en 1903, y durante el lapso de la Primera Guerra Mundial, la Federación Zamenhof.

## Rivalidades políticas
Durante los años 20 y 30 se produjeron enfrentamientos y escisiones entre diferentes organizaciones esperantistas que daban cabida a todo tipo de clases sociales e ideologías.
En 1921, se fundó Sennacieca Asocio Tutmonda (Asociación Anacionalista Mundial) que marcaba el esperanto como un instrumento revolucionario. En España estaba apoyado por el movimiento anarquista.
La Federación Esperantista Catalana, junto con otros grupos aragoneses, asturianos y valencianos, constituyeron la llamada Confederación Esperantista Española. Ambos grupos, la Asociación y la Confederación mantuvieron una importante rivalidad.
- Datos: Q12348911